# Caparrapí
Caparrapí là một khu tự quản thuộc tỉnh Cundinamarca, Colombia. Thủ phủ của khu tự quản Caparrapí đóng tại Caparrapí Khu tự quản Caparrapí có diện tích ki lô mét vuông. Đến thời điểm ngày 28 tháng 5 năm 2005, khu tự quản Caparrapí có dân số 16738 người.